# Centre scolaire du Souverain
Le centre scolaire du Souverain est une école communale de style Art nouveau édifiée par l'architecte Henri Jacobs au numéro 7 de la rue des Écoliers à Auderghem, une commune de Bruxelles en Belgique.

## Localisation
Le centre scolaire du Souverain est situé à l'intersection de la rue des Écoliers et de la rue Robert Willame, à quelques centaines de mètres du boulevard du Souverain auquel il doit son nom.

## Historique
En janvier 1908, la commune d'Auderghem décida de construire un complexe scolaire à cet endroit.
Un concours fut organisé, à l'issue duquel le jury sélectionna en mai 1908 Henri Jacobs, architecte Art nouveau qui fut l'auteur d'une quinzaine d'écoles dans la région bruxelloise.
Le chantier débuta en 1910 et l'inauguration eut lieu le 28 décembre 1913.
L'édifice fait l'objet d'une inscription sur la liste de sauvegarde des monuments historiques bruxellois depuis le 15 janvier 1998.
Il abrite actuellement l'école supérieure des Arts du Cirque de Bruxelles ainsi que l'académie communale de musique d'Auderghem.

## Architecture extérieure

### Façade de la rue des Écoliers
Du côté de la rue des Écoliers, l'école présente une façade très sobre enduite d'un crépi blanc, au-dessus d'un soubassement combinant moellons et pierre bleue.
Le seul ornement de cette façade consiste en une belle porte d'entrée surmontée d'un auvent supporté par deux consoles à la décoration typique de l'Art nouveau géométrique.
Au-dessus de l'auvent, une plaque de carreaux de céramique ornée de motifs floraux affiche « Gemeente lagere jongensschool - École primaire communale de garçons ».
|  |  |  |

### Façade de la rue Robert Willame

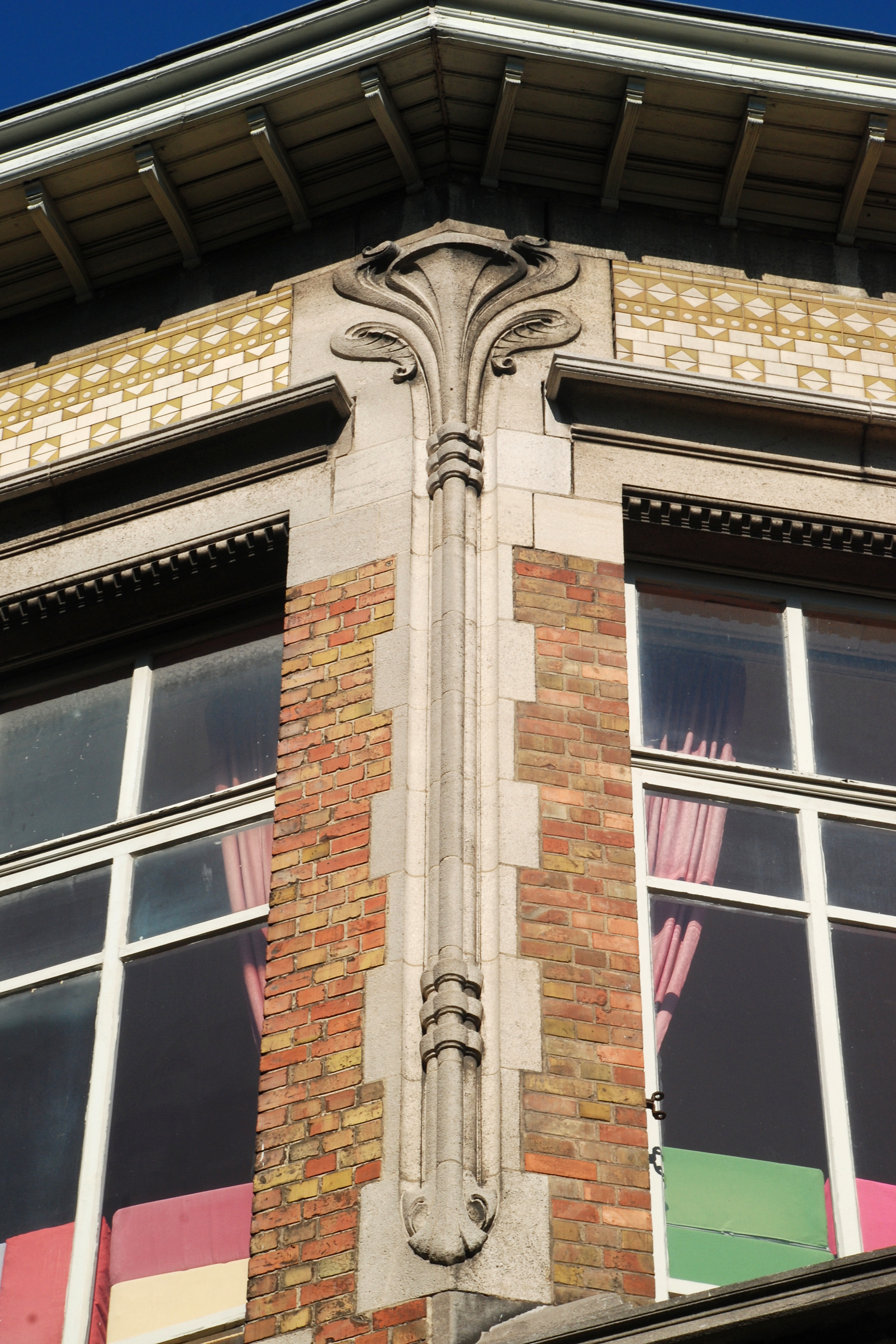
Fleuron Art nouveau.

La façade de la rue Robert Willame est beaucoup plus colorée : s'appuyant sur un soubassement de moellons et de pierre bleue identique à celui de la première façade, cette façade combine briques orange, pierre de taille et panneaux de céramique.
Cette façade, très asymétrique, est en fait double : à gauche, une petite façade de deux travées étroites, terminée par un pignon en pointe et, à droite, une façade de deux travées beaucoup plus large, aux fenêtres doubles, dont l'étage est à son tour asymétrique.

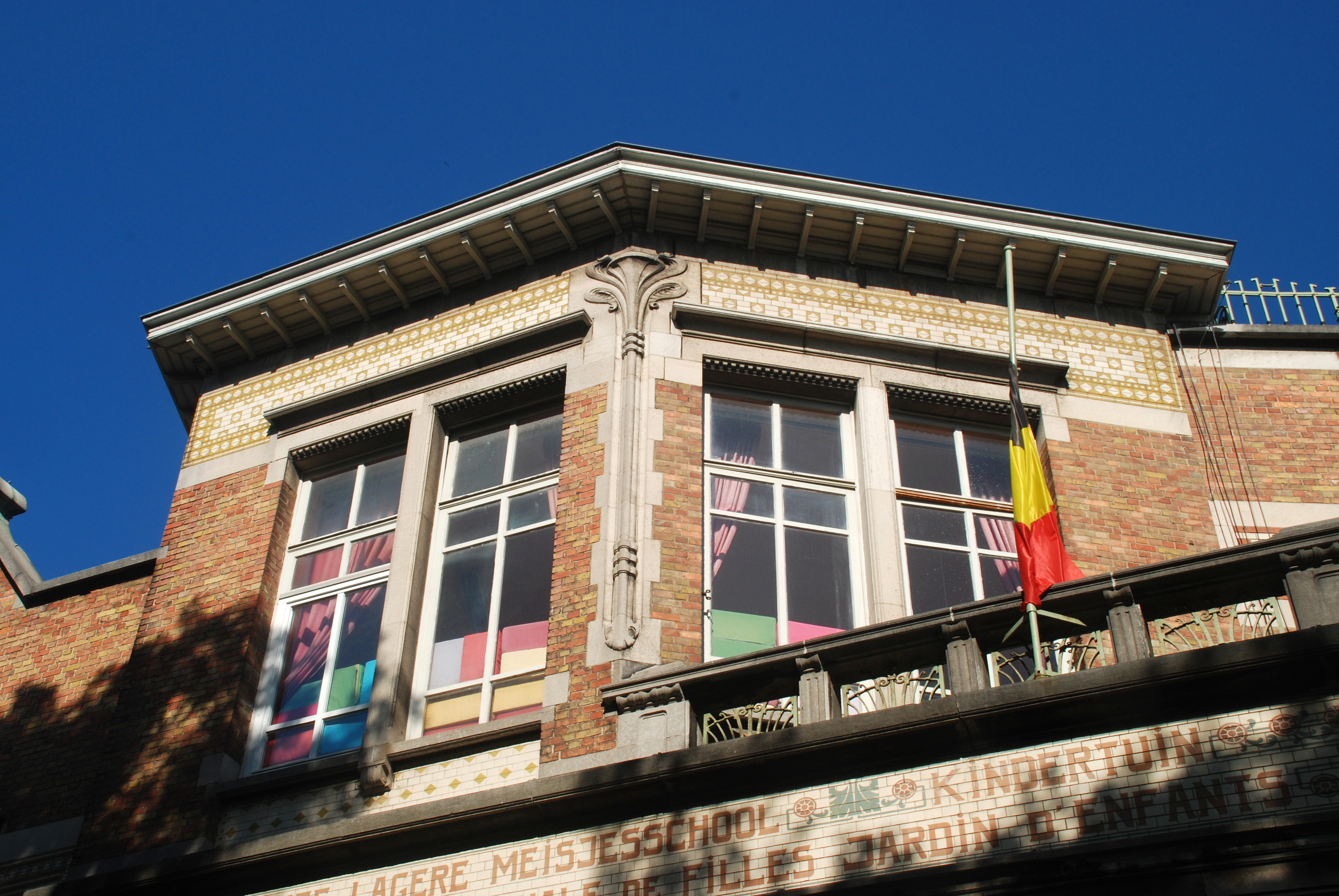
L'étage asymétrique de la partie de droite.

Le rez-de-chaussée de la façade de droite est percé d'une porte en tous points semblable à celle de la rue des écoliers, surmontée d'un auvent identique. Cette porte est encadrée de deux panneaux de céramique affichant les mentions « Teekenschool - École de dessin » et « Huishoudschool - École ménagère ».
Plus haut, un large panneau de céramique affiche les mentions « Gemeente lagere meisjesschool - École primaire de filles » et « Kindertuin - Jardin d'enfants ».
Cette façade de droite se termine par un étage complètement asymétrique constitué d'un pan parallèle à la rue et d'un pan oblique précédé d'un balcon à balustrade de pierre de bleue et fers forgés Art nouveau. Ces deux pans de mur sont séparés sur l'angle par un magnifique ornement sculpté en forme de colonne fasciculée terminée par un fleuron Art nouveau, motif ornemental particulièrement apprécié par Henri Jacobs.
Les hautes fenêtres rectangulaires de l'étage possèdent un meneau de pierre qui supporte un linteau orné d'une petite frise de denticules.
Ces fenêtres sont surmontées d'une frise de carreaux de céramiques aux motifs géométriques blancs et orange, logée sous une corniche en forte saillie.

### Façades de la cour de récréation

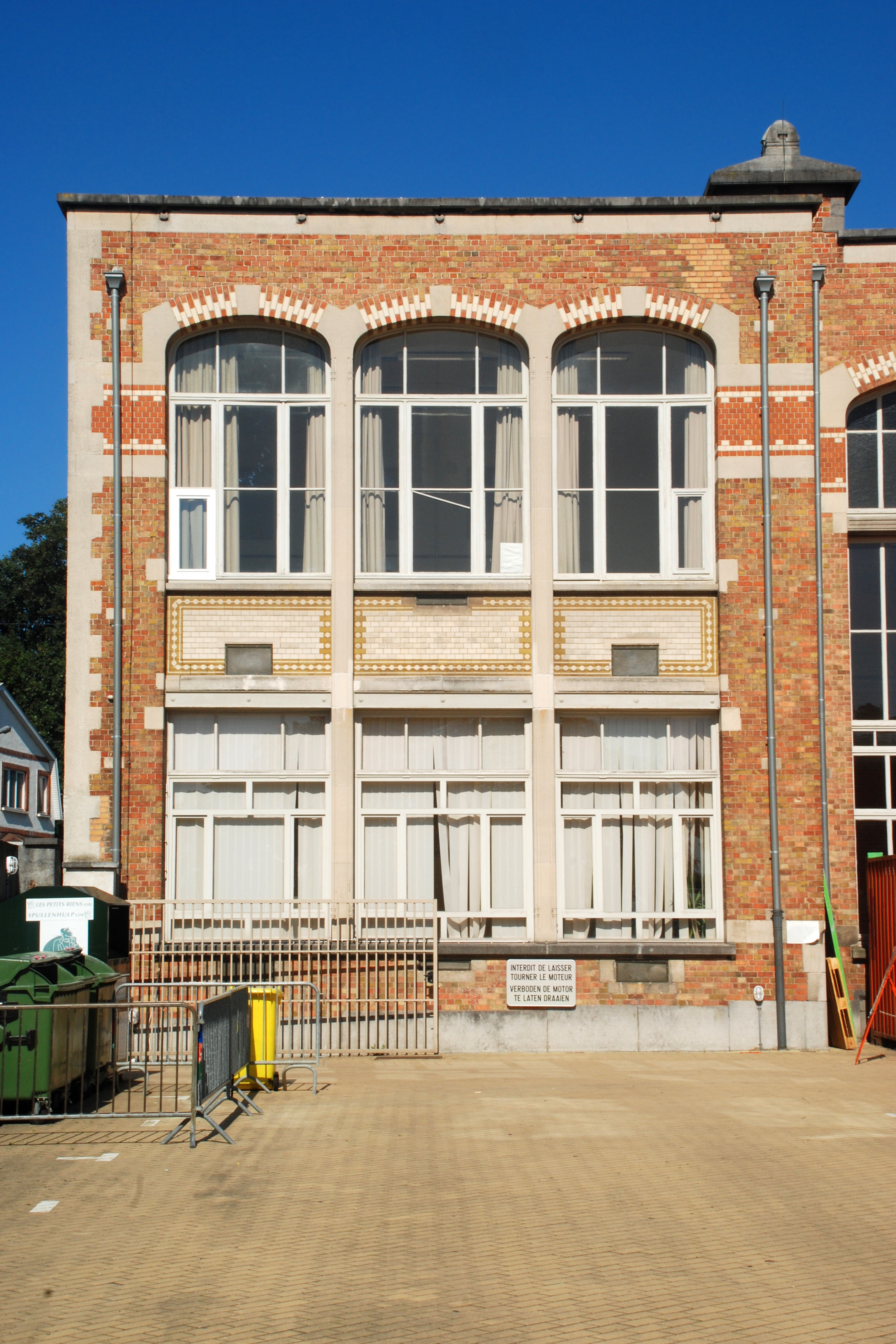
Partie gauche de la façade nord-ouest de la cour de récréation.

Les façades qui bordent la cour de récréation présentent les mêmes matériaux que la façade de la rue Robert Willame : briques orange, pierre de taille et panneaux de céramique. Le soubassement est cependant plus simple.

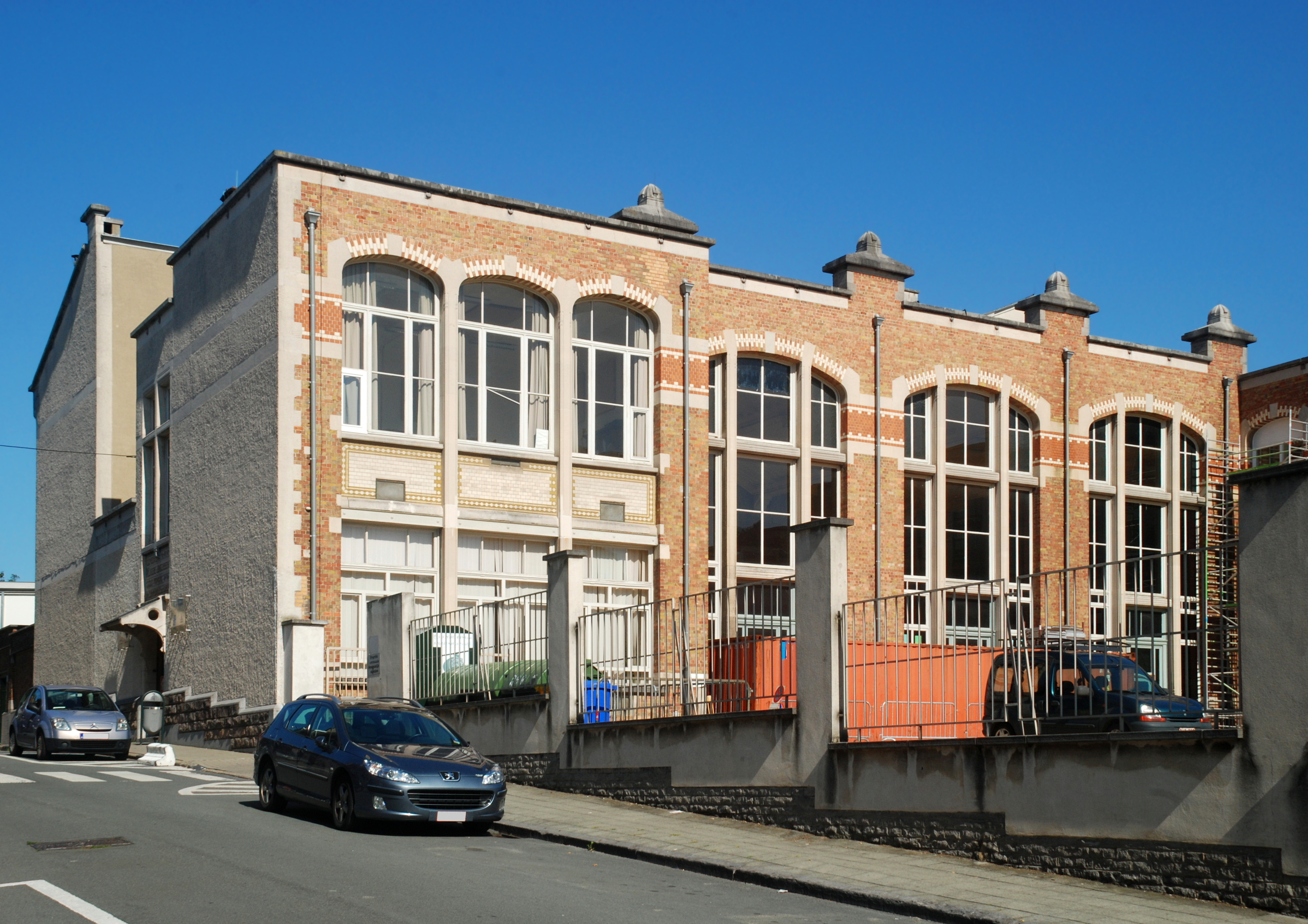
Façade de la cour de récréation, au nord-ouest.

La façade qui borde la cour au nord-ouest est composée de deux parties asymétriques, comprenant respectivement trois travées étroites et trois travées larges.
La partie gauche de la façade nord-ouest présente des chaînages d'angle du côté de la rue. Elle est percée, au rez-de-chaussée, de fenêtres rectangulaires à linteau métallique et, à l'étage de grandes baies à allèges de céramique blanches et orange. Ces baies sont surmontées d'arcs surbaissés réalisés en briques blanches et orange alternées, la clé et les sommiers étant en pierre de taille.
La partie droite de la façade nord-ouest, en retrait, est percée de trois baies tripartites monumentales, couvrant le rez-de-chaussée et l'étage. Compartimentées par des meneaux et des traverses de pierre, ces baies sont également sommées d'arcs surbaissés réalisés en briques blanches et orange alternées, avec clé, claveaux et sommiers en pierre de taille. Cette portion de façade est surmontée de quatre forts pinacles de style Art nouveau géométrique.
Quant à la façade qui borde la cour au nord-est, elle présente sept travées en tous points semblables à celles de la partie gauche de la façade nord-ouest.
|  |  |

## Architecture et décoration intérieure
L'école abrite un remarquable préau couvert d'un remarquable plafond drapé et orné de sgraffites de Privat-Livemont.